# Рутченкове (селище)
Рутченкове  — колишнє робітниче селище в межах міста Донецька, у 1930-х роках органом самоврядування була Рутченківська селищна рада.

## Історія
Назване за прізвищем поміщиків Рутченків, виникло як селище Іванодар'ївка, або «Рутченківка» в середині ХІХ століття. 1859 року в поселенні Рутченкове мешкало 154 жителі. 
1860 року поміщик Микола Рутченко закладає перші шахти-«дудки».
У 1872 році через селище пройшла перша черга Костянтинівської залізниці (Костянтинівка — Юзове — Оленівка), збудована станція Руднична (згодом Рутченкове).
У 1896 році всі землі спадкоємці Олексія Рутченка продають французькому гірничопромисловому товариству, названому Рутченківським — шахти № 11, 15, 16, 18, 19, 21, 22, 26, 27, 28, 29, 30, 31, 32.
У 1911 році в робітничому поселенні при Рутченківській копальні мешкало 6 500 жителів.
У Рутченковому працював пивзавод Юза (згодом Рутченковський пивзавод), коксові печі Коппе (Рутченківська ділянка Донецького коксохімзаводу).
1917 року від Рутченкового побудована гілка на Цукуриху та Гришине (за радянських часів Красноармійськ).
Микита Хрущов працював машиністом шахтного підйому на шахті № 31.
У квітні 1920 року бійці РПАУ напали на станцію Рутченкову, на якій знищили телефонний зв'язок, забрали зі станції телефонний і телеграфний апарати.
Після утвердження радянської влади на базі Рутченківських рудників створено Краснотворчеське рудоуправління (дещо пізніше перейменовано на Рутченківське). 1925 року закладено шахту № 17-17-біс.
Селище постраждало внаслідок геноциду українського народу, вчиненого урядом СРСР у 1932—1933 роках, кількість встановлених жертв — 3382 осіб.
1938 року Рутченківську рудраду включено до складу міста Сталіне (сучасний Донецьк). Станом на 2010-ті роки колишнє Рутченкове — це центральна та східна частини Кіровського району, також селища шахт № 29 й 32, схід Петровського району.

## Відомі люди
- Задорожній Анатолій Маркович (нар. 1937 р.) — педагог, краєзнавець.

## Галерея

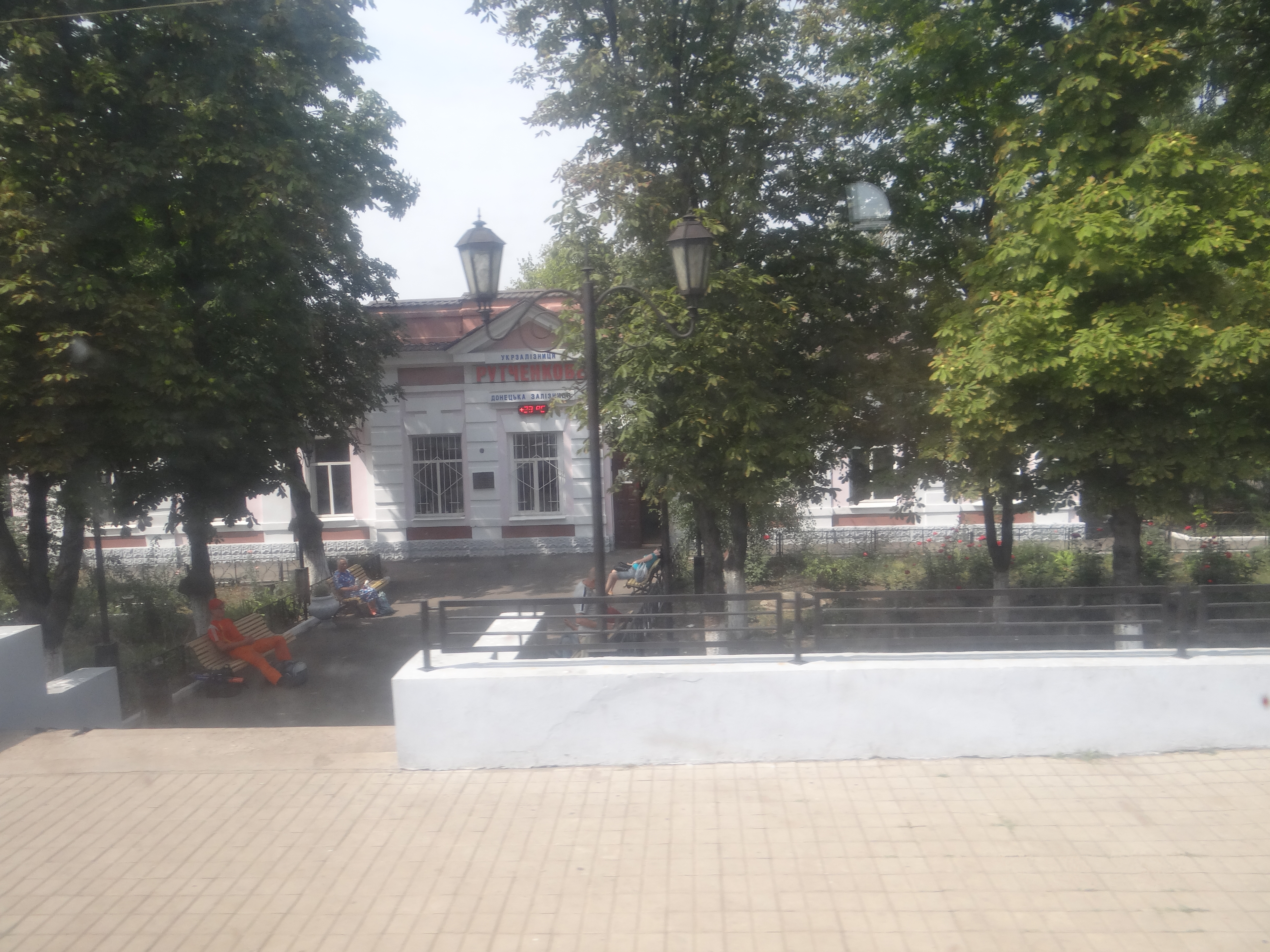
Вокзал станції Рутченкове
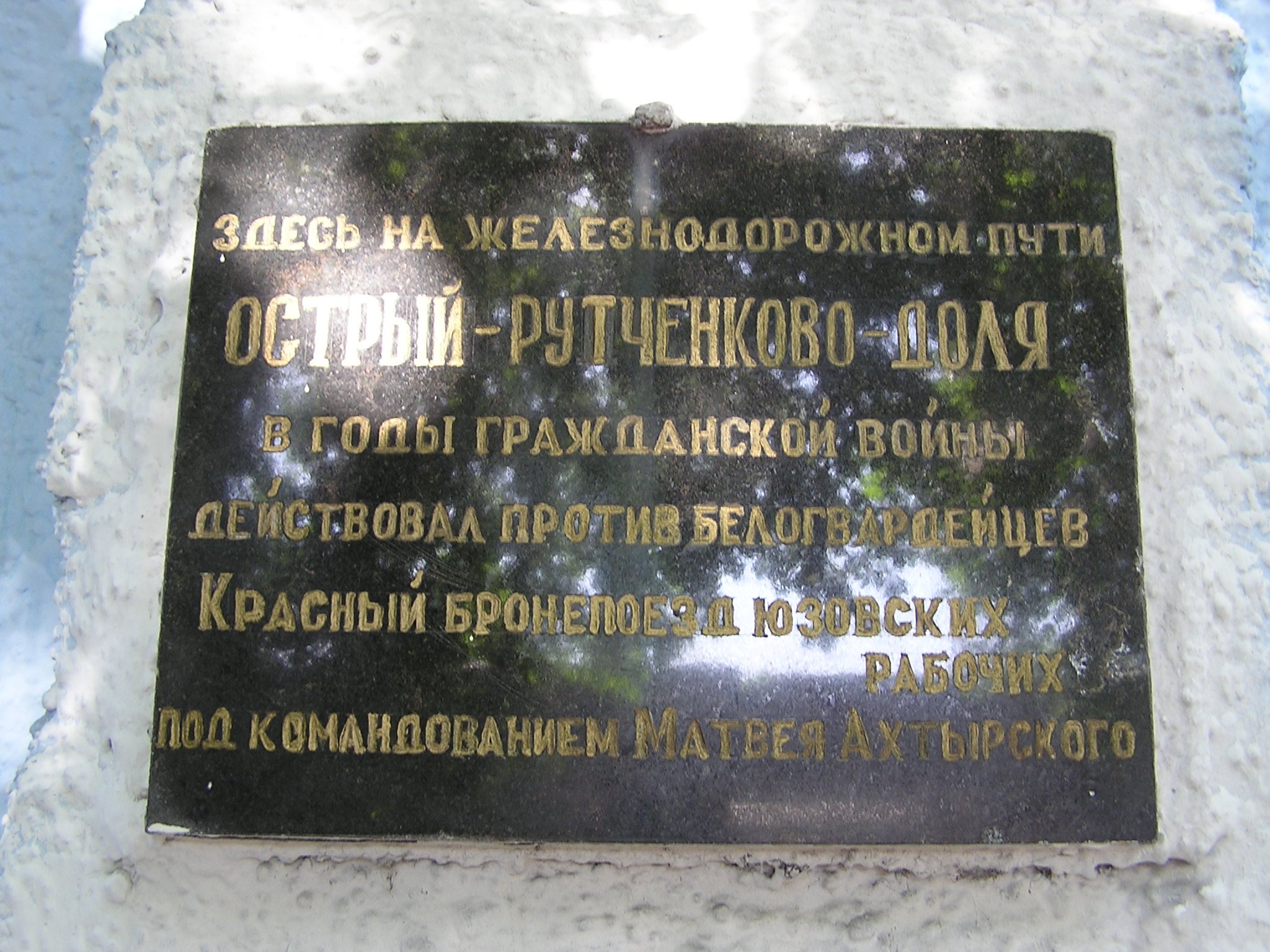
Меморіальна дошка на фасаді вокзалу
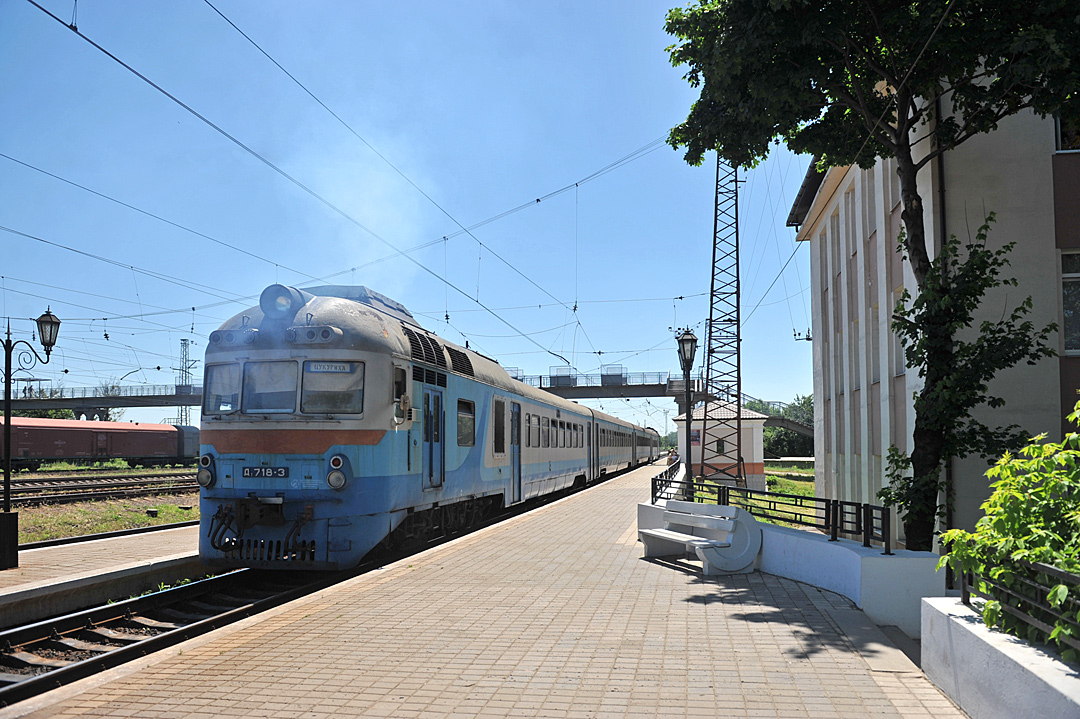
Дизель-поїзд до станції Цукуриха